# Antagonisti del recettore per le endoteline
Gli antagonisti del recettore delle endoteline (abbreviati ERA, dall'inglese endothelin receptor antagonist) sono una classe di farmaci che bloccano il recettore delle endoteline.

## Classificazione
Esistono tre tipi di ERA:
- Antagonisti recettoriali selettivi ETA (sitaxentan, ambrisentan, atrasentan, BQ-123, zibotentan), che agiscono sui recettori A delle endoteline.
- Antagonisti duali (bosentan, macitentan, tezosentan), che agiscono sia sui recettori A che sui B.[1]
- Antagonisti recettoriali selettivi ETB (BQ-788 e A192621) che agiscono sui recettori B delle endoteline.

## Usi clinici
Mentre Sitaxentan, ambrisentan e bosentan sono usati principalmente nel trattamento della ipertensione polmonare, l'atrasentan è un farmaco in sperimentazione come antitumorale.

## Relazioni struttura attività
Il farmacoforo è costituito da tre sistemi aromatici o eteroaromatici e da un gruppo acido, in genere una solfonammide.